# Liu Lili
Liu Lili née le 25 décembre 1994, est une coureuse cycliste chinoise spécialiste de la piste.

## Biographie
Liu Lili connaît son meilleur résultat en 2017, où elle termine troisième du classement général de la Coupe du monde sur piste en keirin.

## Palmarès

### Coupe du monde
- 2016-2017 
  - 2e de la vitesse par équipes à Glasgow
  - 3e du classement général du keirin 
  - 3e de la vitesse par équipes à Apeldoorn
  - 8e du classement général de la vitesse

### Autres
- 2013
  - 2e de China Track Cup (keirin)
- 2014
  - 1re de Hong Kong Track Cup (vitesse par équipes)
  - 3e de Hong Kong Track Cup (500 mètres)
- 2015
  - 3e du championnat de Chine en keirin
- 2016
  - 3e de China Track Cup (vitesse)
  - 3e de Japan Track Cup (vitesse)